# 洛伦索·科尔曼
洛伦索·科尔曼（英語：Lorenzo Coleman，1975年9月9日—2013年11月24日），出生于乔治亚州，美国职业篮球运动员，身高7英尺1英寸体重300磅，司职中锋。

## 大学生涯
1993年科尔曼到田纳西理工大学打球，1997年大学毕业，大学篮球生涯得到场均12.1分、8.9个篮板和3.8次盖帽。

## 职业篮球生涯
科尔曼曾在芝加哥公牛和新奥尔良黄蜂季前赛短暂效力过，但是均在新赛季开始前被放弃。
2001-02年赛季，科尔曼效力于NBDL的罗诺克炫耀，2002年初曾在比赛中被对手指甲划伤眼睛，赛季中他出场46次得到了场均6.7分和4.5个篮板。
2003-04赛季，科尔曼中途加盟中国男子篮球甲A联赛的新疆飞虎至2006-07赛季，期间夺得过CBA扣篮王和CBA盖帽王并且入选过CBA全明星赛。

## 个人生活
科尔曼的妻子是中国济南人，两人已经育有一个儿子凯文 (Kevin)。